# ۴۰۸ (میلادی)
۴۰۸ (میلادی) چهارصد  و هشتمین سال تقویم میلادی است.

## درگذشتگان
- ۱ مه - آرکادیوس، امپراتور روم شرقی

‎